# オレンジページ
- 東日本旅客鉄道 > オレンジページ
- ダイエー > オレンジページ

株式会社オレンジページは、料理雑誌『オレンジページ』などを刊行する出版社。東日本旅客鉄道（JR東日本）の連結子会社である。

## 概要
1985年にダイエーの出版部門として設立され、『オレンジページ』を創刊。レシピ本や生活関係のムック本なども刊行している。先行している『クロワッサン』とタイトルの書体が類似しているが、同誌は生活全般を題材とするものに対して、本誌は料理レシピの掲載が中心である。
2001年に巨額の有利子負債を抱えたダイエーの保有資産売却が急務となり、オリエンタルホテルやリクルートの株式などと合わせてオレンジページも売却されることになった。そこで、2001年12月に完全民営化（日本国有鉄道清算事業団の保有株式売却）したJR東日本が生活サービス事業強化の一環として買収した。
JR東日本グループ（2015年3月にJR東日本グループがキャラクタービジネス事業を本格的に参入し、第1弾としてタカラトミー・小学館集英社プロダクションとの3社共同で『新幹線変形ロボ シンカリオン』、同年11月に第2弾として独自で『とれたんず』を展開）傘下入り後は、鉄道を題材とした図鑑・児童書やカレンダー、Suicaのマスコットキャラクター「ペンギン」のスケジュール帳などの刊行が新たに行われるようになった。2015年11月から『とれたんず』の出版権を取得したが（2016年1月より全国発売されるがNEWDAYS・ブックエクスプレスにて先行発売されている）、『トランヴェール』などJR東日本関係の既刊誌（この内、JR東日本におけるジパング倶楽部を中心とした中高年向けブランド「大人の休日倶楽部」は会報誌連載分をまとめたムック本を刊行した）についてはジェイアール東日本企画による編集が維持されるなど親会社との接点は限定的だが、広告出稿に関しては子会社化以降は積極的である。

## 沿革
- 1985年6月17日 - ダイエーの出版部門として雑誌『オレンジページ』創刊（オレンジ色はダイエーのコーポレートカラー）。
- 1988年2月12日 - ダイエーから独立し、株式会社オレンジページ設立。
- 2001年
  - 12月17日 - ダイエー保有のオレンジページ株式（全体の約98.5%）がJR東日本に約85億円で売却され、JR東日本グループとなる。
  - 12月20日 - オレンジページと東京モノレール（日立グループ）の2社をそれぞれの親会社から買収した（する）旨がJR東日本からプレスリリースされる。
- 2021年3月28日 - 東京の新大久保に「フードラボ」をJR東日本や株式会社C&Cと共同で開設[4]。

## 主な発行誌
- 月刊誌 - 『オレンジページ』（毎月2日・17日発売）
- 季刊誌 - 元気になる！きれいになる！『からだの本』